# ティモシー・レイニッシュ
ティモシー・レイニッシュ（Timothy Reynish, 1938年 - ）は、イギリスの指揮者、教育者。特に吹奏楽の分野で知られる。愛称のティム(Tim)でも呼ばれる。

## 経歴
1938年、サマセット州アクスブリッジに生まれる。ホルンを専攻し、ケンブリッジ大学で学位を取得。ノーザン・シンフォニア、サドラーズ・ウェルズ・オペラ、バーミンガム市交響楽団の首席ホルン奏者を歴任した。
1971年にミトロプーロス国際指揮者コンクール(Mitropoulos International Conducting Competition)第三位入賞。1975年にマンチェスターの王立北部音楽大学（RNCM、"王立ノーザン音楽大学"とも表記される）に招かれ、1977年から2002年にかけて管打楽器部門の責任者を務める。王立北部音楽大学では数多くのオペラや管弦楽曲を指揮するほか、同大学のウィンド・オーケストラとともに活発な演奏活動を行い、多くの録音を残した。同大学は2000年に、「この国における管楽アンサンブル音楽のレパートリーや演奏水準を変化させた」として高等・継続教育女王記念賞(en:Queen's Anniversary Prize for Higher and Further Education)を受けている。
ダラス・ウインズやアメリカ海兵隊バンド、ノルウェー国軍音楽隊、シンガポールのフィルハーモニック・ウインズなど、レイニッシュは世界中の楽団に客演している。世界吹奏楽協会の設立者の一人であり、2001年から2002年にかけては会長を務めた。2019年に大英帝国勲章MBEを受章する。吹奏楽レパートリーの新作委嘱にも積極的で、特に2001年に死去した息子ウィリアムを悼む委嘱プロジェクトでは20作以上が生み出された。